# Belváros (Miskolc)
Miskolc belvárosa tulajdonképpen maga a történelmi Miskolc, az ezen kívül eső városrészek vagy önálló települések voltak, mielőtt a városhoz csatolták őket, vagy később épültek.
A Belvárosban található több is Miskolc jellegzetes épületei közül, bár a leghíresebbek, például a diósgyőri vár vagy a Barlangfürdő más városrészekben vannak.

## Demográfia
A Belváros lakossága 2008-as adat szerint 27 574 fő, Miskolc teljes népességének 15%-a. Ennek tíz százaléka él a történelmi belvárosban. A Belváros területe kb. 2,6 km², népsűrűsége 10 601 fő/km², ami a városban a legmagasabb. Mind iskolázottság, mind foglalkoztatottság szempontjából kedvezőbb adatokkal rendelkezik, mint a városi átlag.

## Jelentősebb utcák, terek, épületek

### Széchenyi István utca

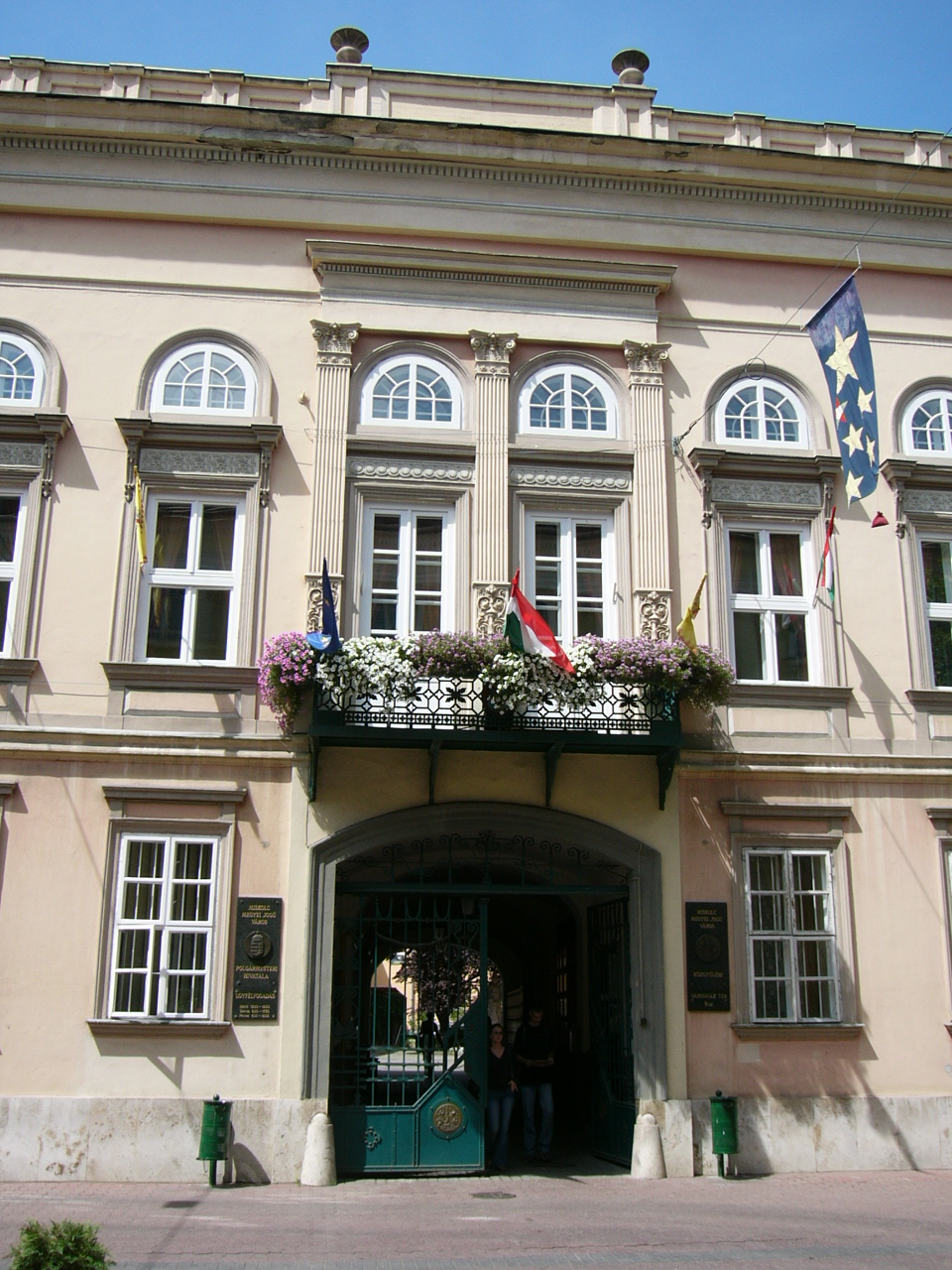
A Városháza

A Belváros legjelentősebb útja a városrész teljes hosszán áthúzódó Széchenyi István utca, amely a Tiszai pályaudvar felé vezető Bajcsy-Zsilinszky út folytatása. A Városház tér és a Szinvapark közti szakasz 1984 óta sétálóutca, csak a villamosok közlekednek itt. Ez az úgynevezett „Főutca”, amelynek hangulata a 19. századot idézi.
A Városház tértől kelet felé haladva a Széchenyi utcán jobb felé áll a Rákóczi-ház. Ez a barokk stílusú épület város egyik legrégebbi lakóháza, ma a Miskolci Galéria működik benne. Mellette látható a Sötétkapu.
Továbbhaladva a Széchenyi utcán bal felé látható a Miskolci Nemzeti Színház klasszicista épülete. Az épület 1857-ben készült el a korábban leégett kőszínház helyére. Itt rendezik meg évente az Operafesztivált. A Déryné utcából – amely a színház mellett vezet a Széchenyi utcától a Hősök teréig – nyílik a Színháztörténeti és Színészmúzeum.
A Széchenyi utca két oldalán álló házak jellegzetes régi körfolyosós házak, elég szép például a Weidlich-palota néven ismert épület.

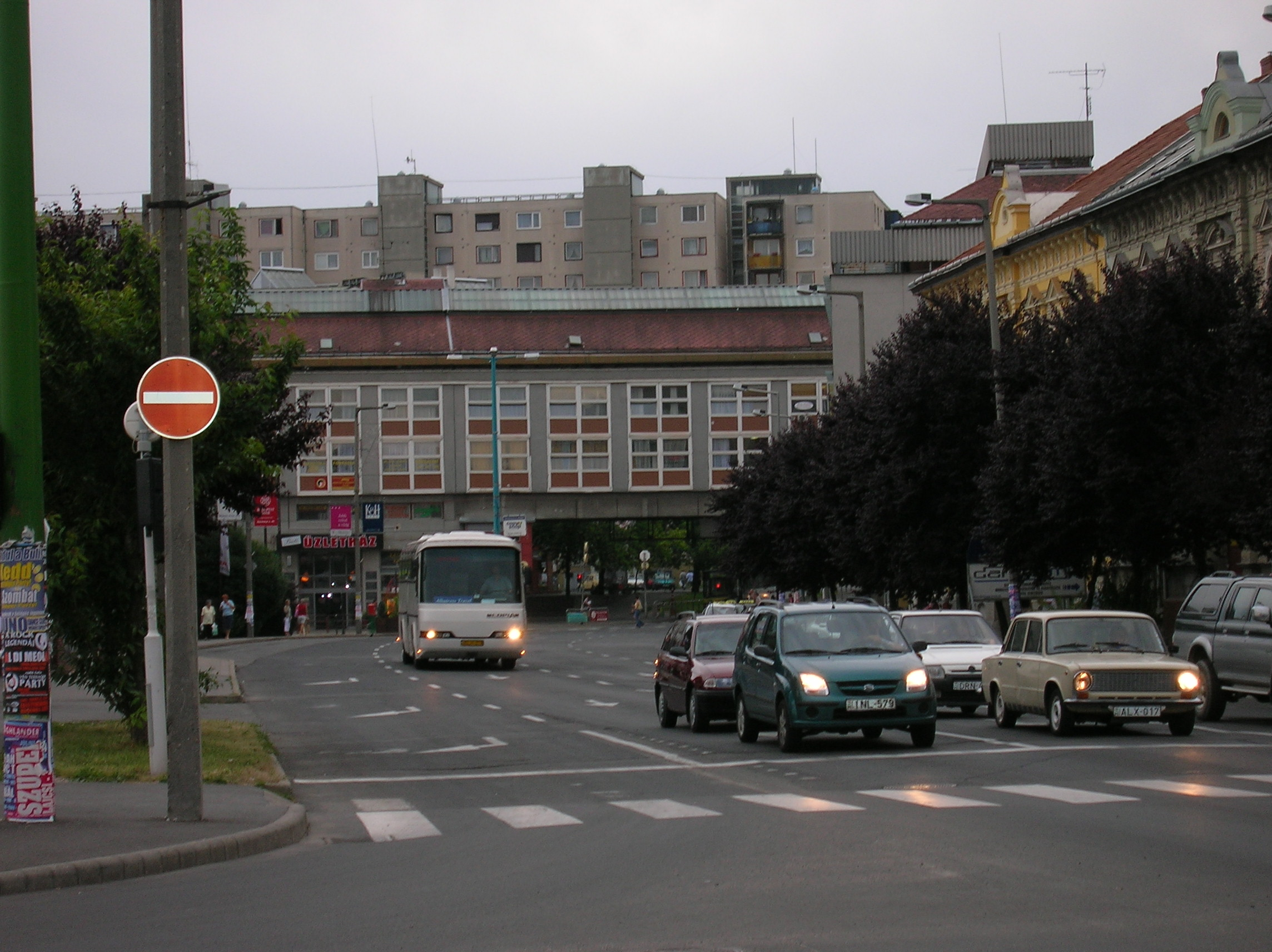
A Centrum melletti kereszteződés a Pláza felől nézve

A Széchenyi utca és a Hősök tere felé vezető Kazinczy utca kereszteződése a miskolciak körében Villanyrendőr néven ismert kereszteződés, ami a főutca sétálóutcává alakítása előtt forgalmas kereszteződésnek számított, és itt volt a város első közlekedési lámpája. Régen a két villamossín (1-es és a régi 2-es villamos) is itt keresztezte egymást, de azóta a Széchenyi utcára merőleges síneket elbontották. 2006 nyarától a Kazinczy utca csökkentett forgalmú zónává vált, így Miskolc egykor legforgalmasabb kereszteződése szinte két sétálóutca kereszteződésévé vált.
A Villanyrendőr közvetlen közelében terül el a Széchenyi utcával párhuzamosan a Szinva terasz.
Továbbhaladva eljutunk a következő kereszteződésig, ez a tulajdonképpeni bevásárlónegyed, itt áll a Centrum áruház, a Szinvapark bevásárlóközpont, a Batóház, a Metropol, és nincs messze a Miskolc Plaza sem. A következő kereszteződéstől a Széchenyi utca a Bajcsy-Zsilinszky utcában folytatódik, bal felé a Búza tér érhető el. Egykor itt a Pece-patak hídja állt, ezért az idősebb miskolciak a mai napig Ady híd néven ismerik a helyet.
A Széchenyi utcát gyakran tartják Európa leghosszabb főutcájának, ez azonban pontatlan, mivel a Széchenyi utca maga csak körülbelül 1 kilométer hosszú, és még Miskolcon belül is több utca van, aminek a hossza ennek többszöröse. Az azonban igaz, hogy a Széchenyi utca egyike annak a kilenc utcának, amelyek egymás egyenes folytatásaként kelet-nyugati irányban csaknem az egész várost átszelik, egy összességében 12 km hosszú utcát formálva (ebből azonban a köznyelv főutcának csak a Széchenyi utcát nevezi). A kilenc út keletről nyugat felé: Bajcsy-Zsilinszky utca – Széchenyi István utca – Hunyadi utca – Tízeshonvéd utca – Győri kapu – Andrássy út – Kiss tábornok út – Árpád út – Hegyalja út. Ez a hosszú út áthalad az egész Belvároson és Diósgyőrön, mindkettőn túlnyúlva, és több mint 100 kisebb utca keresztezi.

### Városház tér és Szent István tér

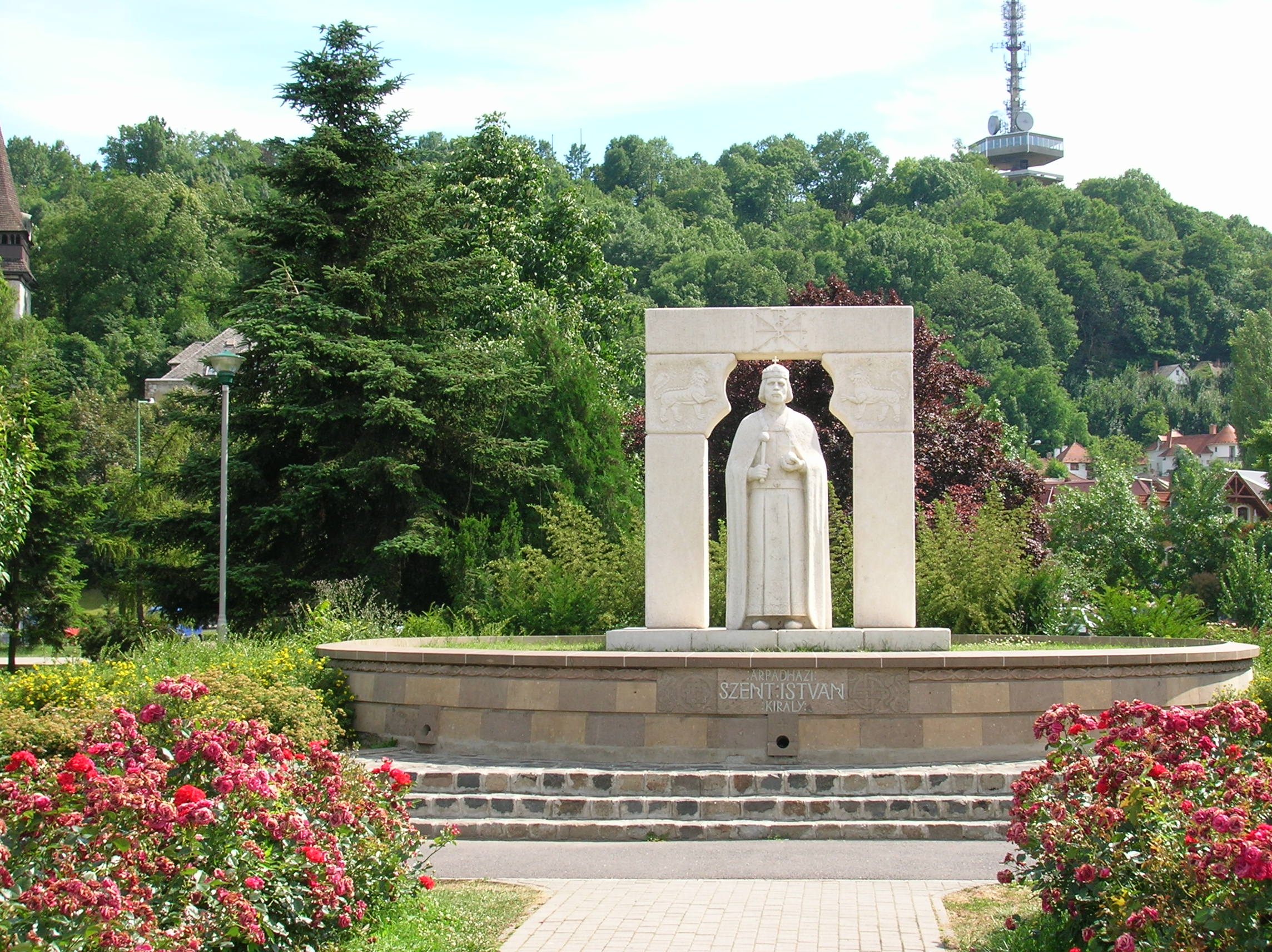
Szent István szobra, a háttérben az Avasi kilátóval

A Városház tér a Széchenyi utca nyugati végén, tőle északra terül el. Itt áll a romantikus stílusú városháza és a klasszicista megyeháza.
A miskolci városháza a történeti források szerint mindig a jelenlegi helyén állt, az 1600-as évek közepétől vannak adataink róla. A mai épület elődje 1762. június 5-étől 1763-ig épült, de az 1843-as földrengésben, majd június 19-én, a tűzvészben megrongálódott. 1868. november 5-én Losonczi Farkas Károly főbíró, később polgármester elnöklése alatt a közgyűlés határozatot hozott, hogy új épületet emeljenek, ennek alapkőletételére 1870. március 26-án került sor. Az épület nem egészen kilenc hónap alatt felépült, annak ellenére, hogy több gonddal is szembesültek az építők: az ablakokat utólag meg kellett nagyobbítani, mert kiderült, hogy kisebbek voltak, mint a környező házakéi, a második emelet után pedig elfogyott a pénz, és az erre a célra rendezett sorsolás és bál bevételéből folytatták az építkezést. Az épületet 1871. január 16-án adták át.

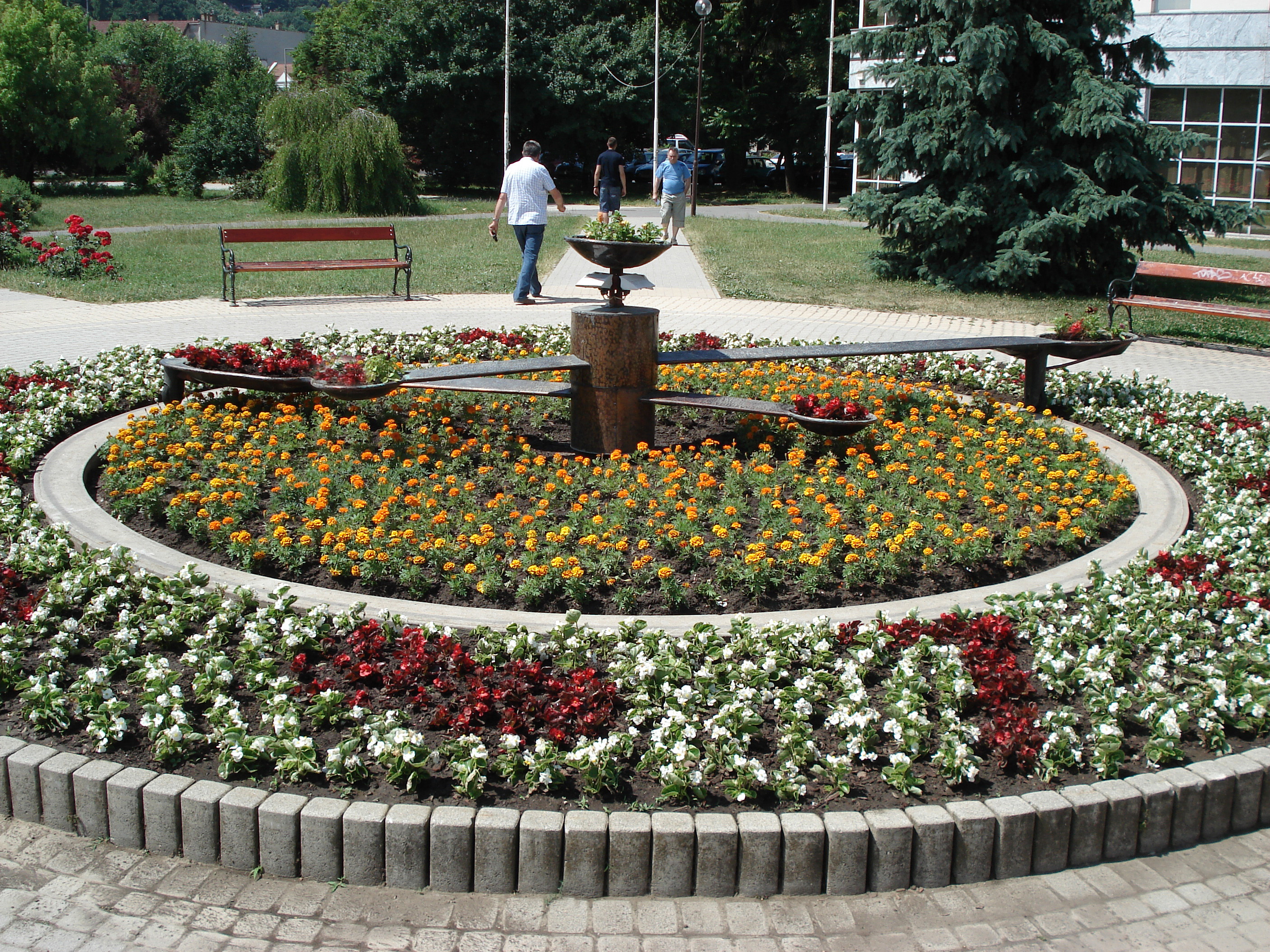
Virágóra a Szent István téren

A megyeháza helyén a 17. században egy épület állt, melyet 1694-ben a király a városnak adott, hogy a vendégeknek szállást nyújtson. Mellette a városi mészárszék és egy földszintes kocsma állt. 1723-ban minden vármegyét köteleztek megyeháza építésére, Borsod vármegyéé 1725 és 1727 között épült fel, de már a 18. század végére használhatatlanná vált. Az új épület tervezése és építése évtizedekig húzódott; bár 1826-ra maga az épület készen állt, a belső terek kialakítása lassan haladt. Az 1843-as tűzvész alaposan megrongálta az épületet. 1941–42 között új szárny épült a megyeházához, majd 1968-ban még egy.
A Városház téren áll még egy Széchenyi-szobor, ami a lakosok többsége szerint esztétikai szempontból kifogásolható. Széchenyi háromszor járt Miskolcon, nagy támogatója volt a város kulturális életének, jelentős anyagi részt vállalt a színház építésében és fenntartásában. A főutca 1861 óta viseli Széchenyi nevét, a szobrot azonban csak 1993-ban állították, Melocco Miklós alkotása. Előtte decemberben betlehemet szoktak állítani.
A Szent István-tér a Széchenyi út túloldalán van, itt áll Szent István király egész alakos szobra (Jószay Zsolt alkotása), előtte a virágóra.

### Erzsébet tér

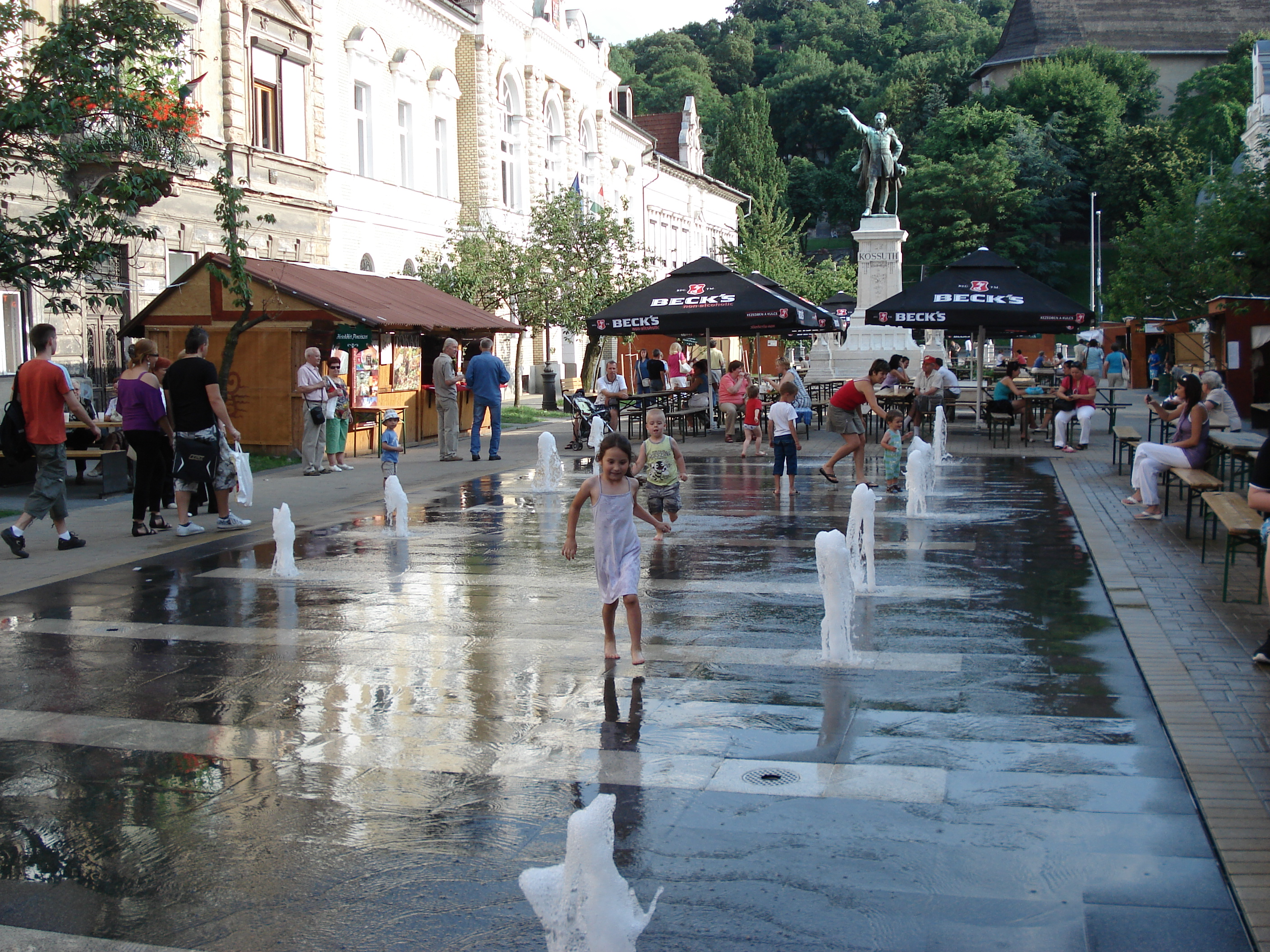
Az Erzsébet tér „vizes” része 2011-ben

Az Erzsébet tér a Széchenyi úttól délre található. Ettől délre magasodik az Avas, amelynek oldalában áll az avasi gótikus református templom, a tulajdonképpeni Miskolc legrégebbi épülete (15. század). A templom mellett harangtorony áll, a negyedóránként hallható harangjáték egészen a Városház térig elhallatszik.
Az Erzsébet térről nyílik az Erzsébet fürdő és a Miskolci Akadémiai Bizottság székháza, valamint itt áll Magyarország első egész alakos Kossuth-szobra. A téren, 2010-ben kialakított, térszinti szökőkút is van.
Innen nincs messze a Herman Ottó Múzeum papszeri kiállítóterme, a múzeum legrégebbi épülete, ahol az állandó kiállítások mellett időszaki kiállításokat is rendeznek.

### Deák tér

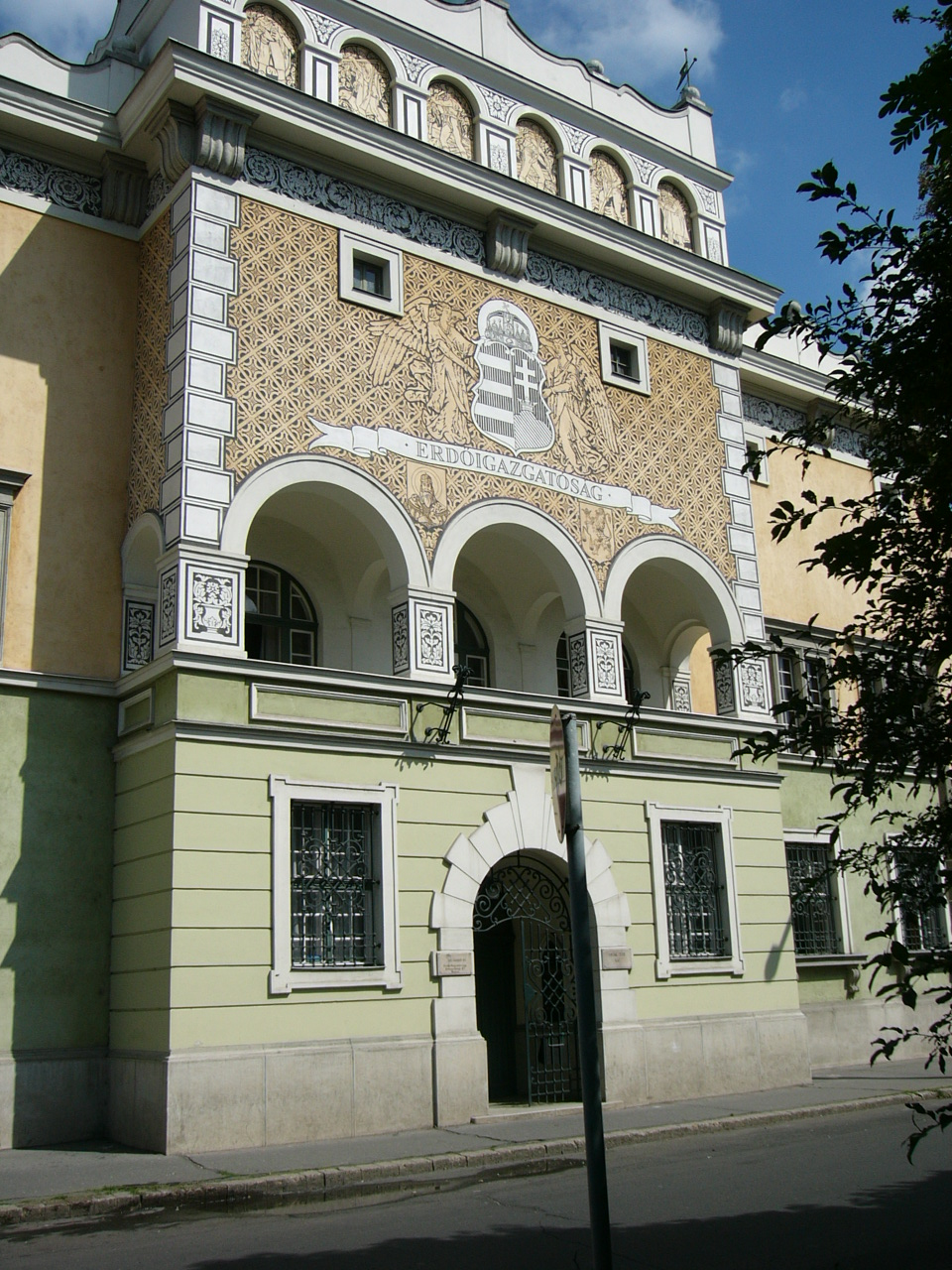
Az Erdészeti palota

A Széchenyi utcától északra, a Hősök terétől északnyugatra található a Deák tér. Itt áll az erdészeti igazgatóság székháza, valamint a gyönyörű ortodox templom.
A tér neve korábban Kis Népkert vagy Zárda tér volt. A középkorban a Boldogasszony templom és temetője voltak itt, de a templom 1544-ben leégett. 1925 októberében állították fel itt Deák Ferenc szobrát, azóta viseli a nevét a tér.
Az Erdészeti palotát Lehoczky György tervezte, a kivitelező építész pedig Papp Sándor volt, aki maga is a tér egyik házában lakott. A loggiás, rizalitos homlokzatú épület tervezésekor felvidéki késő reneszánsz motívumokat használt fel, a koronázópárkány fölötti hat boltíves fülkében erdészettel kapcsolatos jelenetek láthatóak. 1927-ben kezdték felépíteni. Az épület délnyugati sarkán lévő szoborfülkében áll a Patrona Hungariae-szobor (Bethlen Gyula alkotása), amely lábánál a tövisbokorral átfont Magyarország-címerrel Trianonra utal.
Az ortodox templomot 1785 és 1806 között építtette a Miskolc gazdasági életében nagy szerepet játszó ortodox kisebbség. Benne Közép-Európa legnagyobb ikonosztáza áll. A templomhoz tartozó múzeum őrzi az ország leggazdagabb ortodox kegytárgygyűjteményét.
Itt van továbbá a Feledy-ház, Feledy Gyula képzőművész állandó kiállítása. A téren áll a névadó Deák Ferenc, valamint kissé távolabb a Palóczy László utca parksávjában Lévay József szobra is. Előbbi Gárdos Aladár, utóbbi Borsodi Bindász Dezső alkotása.

### Szemere-kert
A tér helyén korábban egy épületcsoport állt, amelyet „Bagolyvárnak” neveztek. 1903-ban vetődött fel ennek az épületnek a lebontása és az, hogy helyén lenne a legmegfelelőbb Róna József Szemere-szobrát felállítani. A szobor ünnepélyes felavatására végül 1906 novemberében került sor. A kertben áll továbbá az a kopjafa, mely a Donnál elesett hősökről emlékezik meg.

### Hősök tere
A Széchenyi úttól és a Villanyrendőrtől északra elterülő Hősök terén az 1956-os forradalom áldozatainak tiszteletére emelt emlékmű áll (azelőtt a felszabadító szovjetek emlékműve állt ugyanitt, valamint 1976-tól egy másik szobor a tér egy másik pontján; ez ma a Vörösmarty lakótelep parkjában áll.) A teret 19. századi hangulatú épületek szegélyezik, északról a barokk minorita templom és a Földes Ferenc Gimnázium, keletről a Postapalota, délről a zsinagóga (bár ennek bejárata a teret a Széchenyi úttal összekötő Kazinczy utcára nyílik), nyugatról a Berzeviczy Gergely Kereskedelmi és Vendéglátóipari Szakközépiskola és a Magyar Államkincstár  épülete.
2006 tavaszán megkezdték az átalakítását, és 2007. június 8-án adták át az új teret, amely Európai Uniós segítséggel épült. A tér alatt autóparkolót alakítottak ki, magán a téren pedig szökőkutak és növények vannak.

### Mindszent tér
Itt látható a Mindszenti templom, és mellette a Csupros Mária-szobor; másik fontos épületei az International Trade Center és a megyei Egészségbiztosítási Pénztár. Itt a középkorban egy Mindszent nevű falu állt, aminek ez volt a temploma, előtte a falu piactere volt ott, ahol most a Mindszent tér, és a tejet áruló kofák a Mária-szobor talapzatára tették a csupraikat, innen ragadt rá a név.

### Búza tér

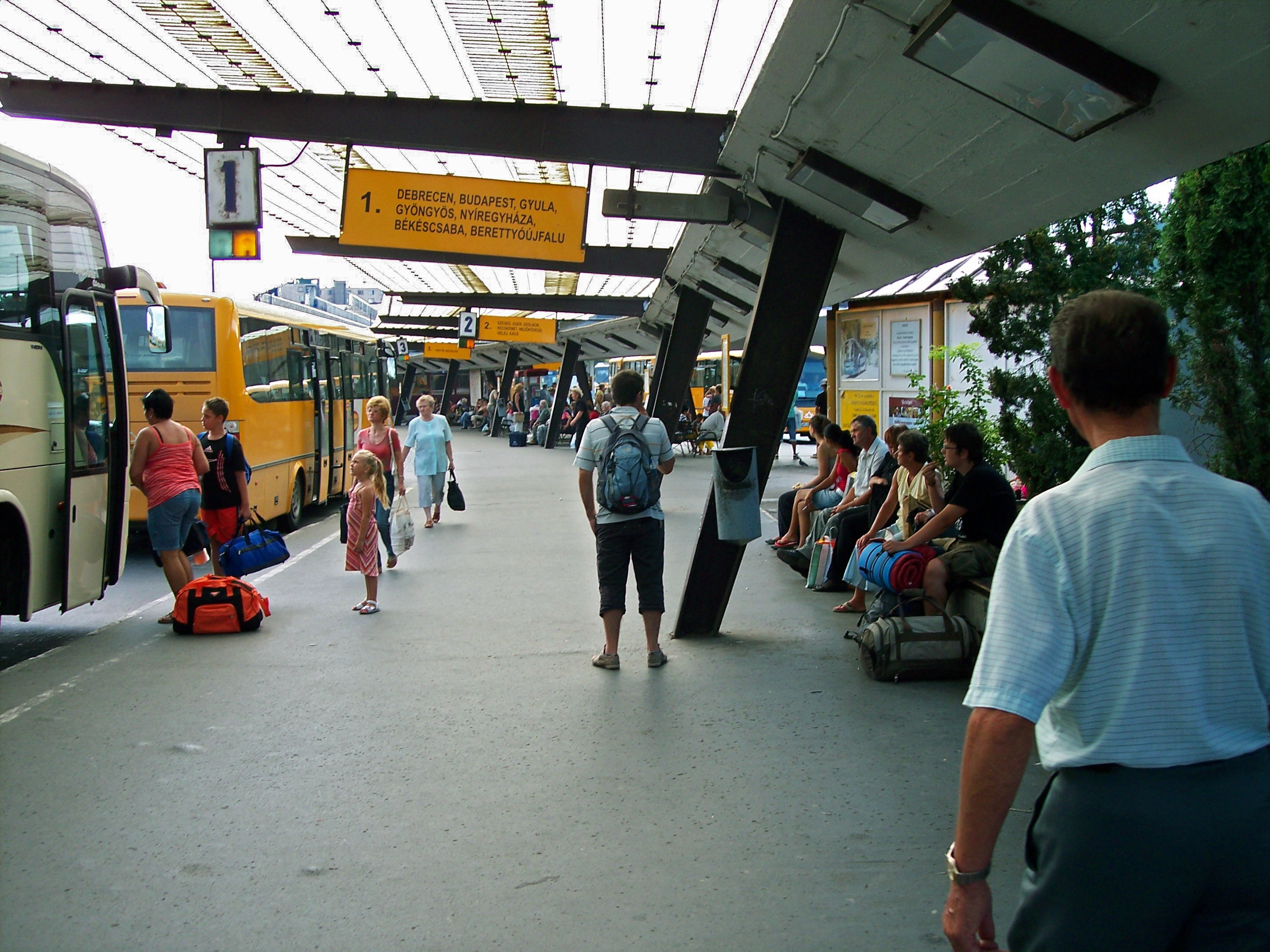
A Búza téri autóbusz-állomás

A Búza tér a város egyik közlekedési csomópontja. Az itt található autóbusz-pályaudvar a városi buszok egy részének és a helyközi járatok többségének a végállomása. Egyben a legnagyobb piac is itt található. A terület komoly, régóta halogatott átépítés előtt áll, ma nem számít a város büszkeségének.

### Népkert
A Népkert a legnagyobb belvárosi park (közel 57 000 m²). Nevezetességei közé tartozik a Népkerti Vigadó, az ország első Erzsébet királyné-szobra (Strobl Alajos alkotása), és a Népkerti Szoborpark. A Népkert mellett áll a Sportcsarnok, a Miskolci Jégcsarnok és a II. Rákóczi Ferenc Megyei Könyvtár. A Népkertet nyugatról határoló út túloldalán áll a Herman Ottó Múzeum képtára és a Kós-ház. A Népkertben található a város salakmotorpályája is, amely nemzetközi versenyeknek ad otthont.